# Демократическая партия (Камбоджа)
Демократи́ческая па́ртия (кхмер. ក្រុមប្រជាធិបតេយ្យ, Демократи́ческая гру́ппа) — левоцентристская политическая партия, существовавшая в Камбодже в 1946—1957 гг. Основателем партии был принц Сисоват Ютевонг, бывший член Французской секции Рабочего интернационала — предшественницы современной Социалистической партии. Партия объединяла собой камбоджийских левых, а также сторонников независимости Камбоджи от французского протектората.
Официальным символом партии на выборах была голова слона и три цветка лотоса. Девиз партии — «Мир, независимость, дисциплина и мужество».

## В колониальную эпоху

Принц Сисоват Ютевонг — основатель Демократической партии, премьер-министр Камбоджи (1946—1947)

На первых в истории страны парламентских выборах, проходивших в сентябре 1946 года, демократы получили 50 из 67 мест в Учредительном собрании Камбоджи. Несмотря на скоропостижную кончину в 1947 году основателя партии — принца Сисовата Ютевонга, демократы в течение нескольких лет оставались наиболее популярной политической силой в стране. В отличие от Либеральной партии принца Нородома Нориндета, демократы выступали за полную независимость Камбоджи, требовали установления в стране французской модели демократии, высказывали поддержку движению «Кхмер Иссарак», вызывая тем самым критику французской стороны.
По результатам парламентских выборов в 1947 году Демократическая партия прошла в Национальное собрание Камбоджи. Это стало возможным благодаря активной поддержке молодёжных активистов, среди которых были Иенг Сари и Салот Сар (получивший известность как Пол Пот) — в будущем ставшие лидерами коммунистического движения «красных кхмеров» и организовавшие в стране геноцид 1975—1975 гг. Другими видными членами Демократической партии в те годы был центрист Ин Там (впоследствии — организатор переворота 1970 года и премьер-министр Камбоджи), левоцентрист Сон Санн (премьер в 1967—1968) и Ху Ним — политик крайне левого толка, также примкнувший к «красным кхмерам».
В 1948 году Ем Самбур и ещё ряд депутатов покинули ряды Демократической партии и перешли в лагерь либералов. Спустя два года сторонниками Нориндета был убит лидер демократов — Аю Кёус. Эти события стали причиной внутренних противоречий и нестабильности в партийных рядах. Однако господство либералов продолжалось недолго, после обретения Камбоджей независимости в 1953 году демократам удалось сохранить поддержку местной интеллигенции, чиновников и горожан. В 1951—1952 гг. к демократам присоединился Сон Нгок Тхань — бывший премьер-министр страны при японской оккупации, основавший собственное движение за независимость Камбоджи.

## После обретения независимости
В 1954 году под влиянием радикалов во главе с Кенг Ваннсаком идеология партии начинает резко смещаться влево. В это время демократы настаивают на проведении Женевской конференции и выступают против сближения страны с США. Партия приняла участие в выборах 1955 года, однако к этому моменту король Нородом Сианук отрекся от престола и создал собственное антикоммунистическое движение — Сангкум. После этого некоторые видные демократы покинули ряды партии и присоединились к движению Сианука. Накануне дня голосования Кенг Ваннсак был обстрелян правительственными агентами из Сангкума и был заключен под стражу на время голосования, а в это время партийный офис в Баттамбанге был разграблен. В конечном итоге демократы набрали лишь 12% голосов избирателей, в то время как Сангкум получил 82%.
В 1957 году партия объявила о самороспуске.

## Возрождение партии
После свержения Нородома Сианука в 1970 году, один из организатроов переворота — Ин Там решил вновь воссоздать Демократическую партию для участия в парламентских выборах 1972 года. Однако демократы отказались в них участвовать, из-за того что выборы были фальсифицированы генералом Лон Нолом и его братом — Лон Ноном. Впоследствии Ин Там ушёл из политики, новым лидером партии стал Чау Сау. Демократическая партия просуществовала до падения Кхмерской Республики и прихода к власти «красных кхмеров» в апреле 1975 года, но за это время так и не успела стать значимой политической силой.
После установления мира в стране в 1991 году Ин Там вновь попытался возродить партию, однако демократы проиграли выборы 1993 года, не получив ни одного места в парламенте.